# Hi Infidelity
Hi Infidelity — девятый студийный альбом рок-группы REO Speedwagon, изданный 21 ноября 1980 года лейблом Epic.
Название альбома — обыгрывание термина «in high fidelity», который раньше появлялся на обложках альбомов. Обложка иллюстрирует этот каламбур, где, по-видимому, происходит акт сексуальной неверности (infidelity), во время которой мужчина ставит пластинку на стереосистему hi-fi.
Шесть песен из Hi Infidelity попали в хит-парады Billboard, включая «Keep On Loving You» и «Take It on the Run».
По данным журнала Billboard, тираж пластинки составил (на 1986) 7 миллионов экземпляров, благодаря чему в 1995 году он 9 раз стал платиновым.
19 июля 2011 Sony Music переиздал альбом с бонус-треками демоверсий.

## Список композиций
Сторона 1
| №  | Название             | Автор(ы)     | Длительность |
| -- | -------------------- | ------------ | ------------ |
| 1. | «Don’t Let Him Go»   | Кевин Кронин | 3:47         |
| 2. | «Keep On Loving You» | Кронин       | 3:22         |
| 3. | «Follow My Heart»    | Гэри Ричрат  | 3:50         |
| 4. | «In Your Letter»     | Ричрат       | 3:18         |
| 5. | «Take It on the Run» | Ричрат       | 3:59         |

Сторона 2
| №  | Название                | Автор(ы)      | Длительность |
| -- | ----------------------- | ------------- | ------------ |
| 1. | «Tough Guys»            | Кронин        | 3:50         |
| 2. | «Out of Season»         | Кронин, Келли | 3:07         |
| 3. | «Shakin’ It Loose»      | Ричрат        | 2:25         |
| 4. | «Someone Tonight»       | Брюс Холл     | 2:40         |
| 5. | «I Wish You Were There» | Кронин        | 4:28         |

## Чарты
Альбом
| Год  | Чарт                     | Позиция |
| ---- | ------------------------ | ------- |
| 1980 | Dutch Albums Chart       | 7       |
| 1980 | Norwegian Albums Chart   | 17      |
| 1980 | New Zealand Albums Chart | 34      |
| 1980 | Swedish Albums Chart     | 25      |

Синглы
| Год  | Сингл                | Чарт               | Позиция |
| ---- | -------------------- | ------------------ | ------- |
| 1981 | «Don’t Let Him Go»   | Pop Singles        | 24      |
| 1981 | «In Your Letter»     | Pop Singles        | 20      |
| 1981 | «In Your Letter»     | Adult Contemporary | 26      |
| 1981 | «Keep On Loving You» | Pop Singles        | 1       |

## Участники записи
REO Speedwagon
- Кевин Кронин — акустическая гитара, гитара, пианино, ритм-гитара, вокал, бэк-вокал
- Гэри Ричрат — гитара, электрическая гитара, вокал, двенадцатиструнная гитара
- Нил Даути — орган, синтезатор, пианино, клавишные, орган Хаммонда
- Алан Грацер — ударные, бубен, бэк-вокал
- Брюс Холл — бас-гитара, гитара, вокал, основной вокал в «Someone Tonight»

Дополнительный персонал
- He-Man Broken Hearts Club Choir — хор
- Ричард Пейдж — вокал, бэк-вокал, хор
- Н.Уоллетта — вокал, бэк-вокал, хор в «In Your Letter»
- Стив Формен — перкуссия
- Том Келли — вокал, бэк-вокал, хор

## Производство
- Кевин Бемиш, Кевин Кронин, Алан Грацер, Гэри Ричрат — продюсеры
- Кевин Бемиш — инженер
- Кевин Кронин — аранжировщик, программирование, лирика
- Бобби Гордон — дизайн, цветовой дизайн